# Temporada da NBA de 1950–51
A Temporada da NBA de 1950-51 foi a quinta temporada da National Basketball Association (NBA). A temporada terminou com o Rochester Royals vencendo o título da NBA, vencendo o New York Knicks por 4-3 nas finais da NBA.

## Ocorrências notáveis
- A NBA começou a registrar rebotes.
- A NBA perdeu seis equipes (Anderson Packers, Sheboygan Red Skins e Waterloo Hawks foram para a NPBL, enquanto Chicago Stags, Denver Nuggets e St. Louis Bombers faliram) e encolheu de 17 equipes para 11 antes do início da temporada. No meio da temporada, o Washington Capitols também fechou, reduzindo o número de equipes na liga para dez. Washington, D.C. não teria outro time profissional de basquete até que o Oakland Oaks da American Basketball Association se mudasse para lá por uma temporada. A próxima equipe da NBA de Washington não seria estabelecida até que uma futura versão reformada do Baltimore Bullets fosse realocada para lá em 1973.
- Earl Lloyd se tornou o primeiro jogador negro da NBA quando (no jogo de abertura da temporada em Rochester) o Washington Capitols o colocou no jogo após o intervalo. Ele marcou seis pontos e pegou 10 rebotes, o recorde do jogo, mas a quebra da barreira da cor mal mereceu uma menção nas notícias da época.[2] Chuck Cooper do Boston Celtics e Nat "Sweetwater" Clifton do New York Knicks também jogaram na abertura de seus times em poucos dias.
- O jogo de menor pontuação na história da NBA ocorreu em 22 de novembro de 1950, onde o Fort Wayne Pistons derrotaria o Minneapolis Lakers pelo placar final de 19-18. Esse resultado seria um catalisador para a NBA implementar o cronômetro algumas temporadas depois.
- O jogo mais longo da história da NBA (por tempo de jogo) ocorreu em 6 de janeiro de 1951, entre o Indianapolis Olympians e o Rochester Royals. O jogo terminou com o placar de 75-73 após 78 minutos, incluindo seis prorrogações.[3] A prorrogação viu apenas 18 pontos marcados entre as duas equipes, então este jogo também se tornou um fator na introdução do cronômetro.
- O primeiro All-Star Game da NBA, uma vitrine dos melhores jogadores da liga, foi disputado em Boston, Massachusetts, com o Leste vencendo o Oeste por 111-94. Ed Macauley, do Boston Celtics, recebeu o primeiro prêmio de MVP do All-Star Game.

| Offseason              | Offseason       | Offseason                   |
| Time                   | 1949–50         | 1950–51                     |
| ---------------------- | --------------- | --------------------------- |
| Boston Celtics         | Doggie Julian   | Red Auerbach                |
| Tri-Cities Blackhawks  | Red Auerbach    | Dave MacMillan              |
| Washington Capitols    | Bob Feerick     | Bones McKinney              |
| Durante a temporada    |                 |                             |
| Time                   | Antes           | Depois                      |
| Baltimore Bullets      | Buddy Jeannette | Walt Budko                  |
| Indianapolis Olympians | Cliff Barker    | Wally Jones                 |
| Tri-Cities Blackhawks  | Dave MacMillan  | Johnny LoganMike Todorovich |

## Temporada regular

### Divisão Leste
| Time                  | V  | D  | %    | JA   |
| --------------------- | -- | -- | ---- | ---- |
| Philadelphia Warriors | 40 | 26 | .606 | -    |
| Boston Celtics        | 39 | 30 | .565 | 2.5  |
| New York Knicks       | 36 | 30 | .545 | 4    |
| Syracuse Nationals    | 32 | 34 | .485 | 8    |
| Baltimore Bullets     | 24 | 42 | .364 | 16   |
| Washington Capitols   | 10 | 25 | .286 | 14.5 |

### Divisão Oeste
| Team                   | W  | L  | %    | JA |
| ---------------------- | -- | -- | ---- | -- |
| Minneapolis Lakers     | 44 | 24 | .606 | -  |
| Rochester Royals C     | 41 | 27 | .565 | 3  |
| Fort Wayne Pistons     | 32 | 36 | .545 | 12 |
| Indianapolis Olympians | 31 | 37 | .485 | 13 |
| Tri-Cities Blackhawks  | 25 | 43 | .364 | 19 |

C - Campeões da NBA

## Playoffs
|  | Semifinais de Divisão | Semifinais de Divisão  | Semifinais de Divisão |                  |    | Finais de Divisão  | Finais de Divisão | Finais de Divisão |  |  | Finais da NBA | Finais da NBA | Finais da NBA |  |
|  |                       |                        |                       |                  |    |                    |                   |                   |  |  |               |               |               |  |
|  | E1                    | Philadelphia Warriors  | 0                     |                  |    |                    |                   |                   |  |  |               |               |               |  |
|  | E1                    | Philadelphia Warriors  | 0                     |                  |    |                    |                   |                   |  |  |               |               |               |  |
|  | E4                    | Syracuse Nationals     | 2                     |                  |    |                    |                   |                   |  |  |               |               |               |  |
|  | E4                    | Syracuse Nationals     | 2                     |                  | E4 | Syracuse Nationals | 2                 |                   |  |  |               |               |               |  |
|  |                       |                        |                       |                  | E4 | Syracuse Nationals | 2                 |                   |  |  |               |               |               |  |
|  |                       |                        | E3                    | New York Knicks  | 3  |                    |                   |                   |  |  |               |               |               |  |
|  | E3                    | New York Knicks        | E3                    | New York Knicks  | 3  | 2                  |                   |                   |  |  |               |               |               |  |
|  | E3                    | New York Knicks        |                       |                  |    |                    |                   |                   |  |  |               |               |               |  |
|  | E2                    | Boston Celtics         | 0                     |                  |    |                    |                   |                   |  |  |               |               |               |  |
|  | E2                    | Boston Celtics         | 0                     |                  | E3 | New York Knicks    | 3                 |                   |  |  |               |               |               |  |
|  |                       |                        |                       |                  |    |                    |                   |                   |  |  |               |               |               |  |
|  |                       |                        | W2                    | Rochester Royals | 4  |                    |                   |                   |  |  |               |               |               |  |
|  | W1                    | Minneapolis Lakers     | W2                    | Rochester Royals | 4  | 2                  |                   |                   |  |  |               |               |               |  |
|  | W1                    | Minneapolis Lakers     |                       |                  |    |                    |                   |                   |  |  |               |               |               |  |
|  | W4                    | Indianapolis Olympians | 1                     |                  |    |                    |                   |                   |  |  |               |               |               |  |
|  | W4                    | Indianapolis Olympians | 1                     |                  | W1 | Minneapolis Lakers | 1                 |                   |  |  |               |               |               |  |
|  |                       |                        |                       |                  | W1 | Minneapolis Lakers | 1                 |                   |  |  |               |               |               |  |
|  |                       |                        | W2                    | Rochester Royals | 3  |                    |                   |                   |  |  |               |               |               |  |
|  | W3                    | Fort Wayne Pistons     | W2                    | Rochester Royals | 3  | 1                  |                   |                   |  |  |               |               |               |  |
|  | W3                    | Fort Wayne Pistons     |                       |                  |    |                    |                   |                   |  |  |               |               |               |  |
|  | W2                    | Rochester Royals       | 2                     |                  |    |                    |                   |                   |  |  |               |               |               |  |

## Líderes das estatísticas
| Categoria          | Jogador       | Time                   | Est.  |
| ------------------ | ------------- | ---------------------- | ----- |
| Pontos             | George Mikan  | Minneapolis Lakers     | 1,932 |
| Rebotes            | Dolph Schayes | Syracuse Nationals     | 1,080 |
| Assistências       | Andy Phillip  | Philadelphia Warriors  | 414   |
| FG% (Arremessos)   | Alex Groza    | Indianapolis Olympians | 47.0  |
| FT% (Tiros livres) | Joe Fulks     | Philadelphia Warriors  | 85.5  |

## Prêmios
All-NBA Primeiro Time
- - Alex Groza, Indianapolis Olympians
  - Ralph Beard, Indianapolis Olympians
  - Bob Davies, Rochester Royals
  - George Mikan, Minneapolis Lakers
  - Ed Macauley, Boston Celtics